# Hotel (spel)
Hotel is een bordspel, ontworpen en geproduceerd door Milton Bradley Company, Hasbro. Het spel is geschikt voor twee tot vier spelers vanaf acht jaar. Een spel duurt gemiddeld 90 minuten.

## Doel van het spel
Het doel van het spel is om zo veel mogelijk hotelketens te bezitten, zodat je tegenspelers aan jou kamerhuur moeten betalen waardoor ze uiteindelijk failliet gaan. 

## Het bouwen van een hotel
Om een hotel te bouwen is het nodig om eerst grond te kopen. Dit kan de speler doen door om het juiste ‘koopvakje’ te komen met zijn/haar pion. Het aangrenzende hotel mag dan gekocht worden. Meestal kan de speler per koopvakje kiezen uit twee hotels. Nadat de grond is gekocht moet de speler vergunning vragen om te mogen bouwen. Dat gebeurt met een dobbelsteen; het kan zo zijn dat de speler geen vergunning krijgt, wel vergunning krijgt, gratis mag bouwen of het dubbele bouwbedrag moet betalen. Echter mag er alleen gebouwd worden als de speler op een ‘bouwvakje’ terechtkomt.
Het bouwen gaat in fases. Elke fase die voltooid is betekent in de meeste gevallen een hogere kamerhuur. Voor alle hotels geldt dat de laatste bouwfase uit faciliteiten bestaat, dat wil zeggen een zwembad, tennisbaan, enzovoort.

## Een kamer huren
Om er voor te zorgen dat er gasten in de hotels komen, moeten er entrees gebouwd worden. Deze entrees worden geplaatst op de vakjes die aan de hotelgrond grenzen. Als een speler op een vakje met een entree komt, moet de speler in het hotel verblijven. De duur van het verblijf wordt bepaald door een reguliere dobbelsteen. Regel is: Langer verblijf, hogere prijs.
Het is mogelijk dat een vakje aan 2 hotels grenst (aan elke kant 1). In dat geval mag maar aan een kant een entree worden geplaatst. Entrees verhogen daarmee niet alleen de kans dat een medespeler in het hotel logeert, maar kunnen ook worden ingezet om te voorkomen dat andere spelers een entree voor een tegenoverliggend hotel plaatsen.

## Overige vakjes
In het spel zijn naast de bouw- en koopvakjes ook andere vakjes te vinden: 3x ‘Een gratis entree’ waar de speler een gratis entree krijgt die hij bij een van zijn hotels mag plaatsen, en 2x ‘Een bouwfase gratis’ waardoor de speler gratis één uitbreiding van een van zijn hotels mag bouwen. Verder krijgt men bij het passeren van de Bank 2,000 geldeenheden en kan men bij het passeren van het Gemeentehuis voor ieder bezit 1 entree kopen. De bank keert geen geld meer uit wanneer er nog maar 2 spelers over zijn. Wanneer de entrees op zijn, zijn alle vakjes bezet en kan men deze ook niet meer kopen.

## Bankroet
Een speler die zijn geld kwijtraakt moet een bezit uitkiezen en dit bij opbod veilen aan de andere spelers. Als hij geen bezit meer over heeft is hij failliet en verlaat hij het spel. Wanneer nog maar 2 spelers overzijn zal een speler direct failliet zijn wanneer hij iets niet meer kan betalen (immers bij opbod veilen is nu onmogelijk). 

## De hotels
In het spel zijn 8 verschillende hotels te bemachtigen:
- President (een duidelijk Amerikaans vijfsterrenhotel, hoge bouwkosten, hoge opbrengsten, 7 entrees)
- Boomerang (een duidelijk strandhotel, goedkoop om te bouwen, hoge opbrengsten, 4 entrees)
- Waikiki (luxe strandhutten, hoge bouwkosten, hoge opbrengsten, 5 entrees)
- L'Etoile (een typisch Europees luxe hotel, hoge bouwkosten, pas op een later stadium winstgevend, strategische ligging in het midden van het speelbord, 9 entrees)
- Royal (een gemiddeld hotel, hoge bouwkosten, matige opbrengsten, 10 entrees en strategische ligging tegenover President en Waikiki waardoor men door entrees te plaatsen de eigenaars van deze twee kan blokkeren)
- Fujiyama (een Japans hotel, goedkoop om te bouwen, matige opbrengsten, 7 entrees)
- Taj Mahal (een exotisch hotel, goedkoop om te bouwen, slechte opbrengsten, 5 entrees)
- Safari (safari-lodge met bungalows, goedkoop om te bouwen, matige opbrengsten, 5 entrees)

In de Deluxe versie heten de hotels respectievelijk UpTown Towers, Reef Resort (een duikhotel), Coconut Beach Club, Reine, Arctic (een ijshotel), Dragon Gate, Al Waleed (een hotel in Arabische stijl) en Zebra Lodge.

## Trivia
- De pionnen van het spel zijn auto’s, maar in de Deluxe versie zijn het vliegtuigen.
- Het spel wordt vaak gezien als een simpele variant van Monopoly. Door de gratis bouwfases en entrees en de regels die gelden wanneer een speler geen geld meer heeft, verloopt Hotel vlotter dan Monopoly.